# The Feast and the Famine
A The Feast and the Famine a Foo Fighters 2014-ben megjelent kislemeze. Ez a második kislemez a zenekar 2014-es Sonic Highways albumáról. A dalt Don Zientara stúdiójában, az "Inner Ear Studios"-ban rögzítették Arlington megyében, Virginia államban. A dal hangzásvilágára hatással volt Washington zenei élete és múltja.

## Borítókép

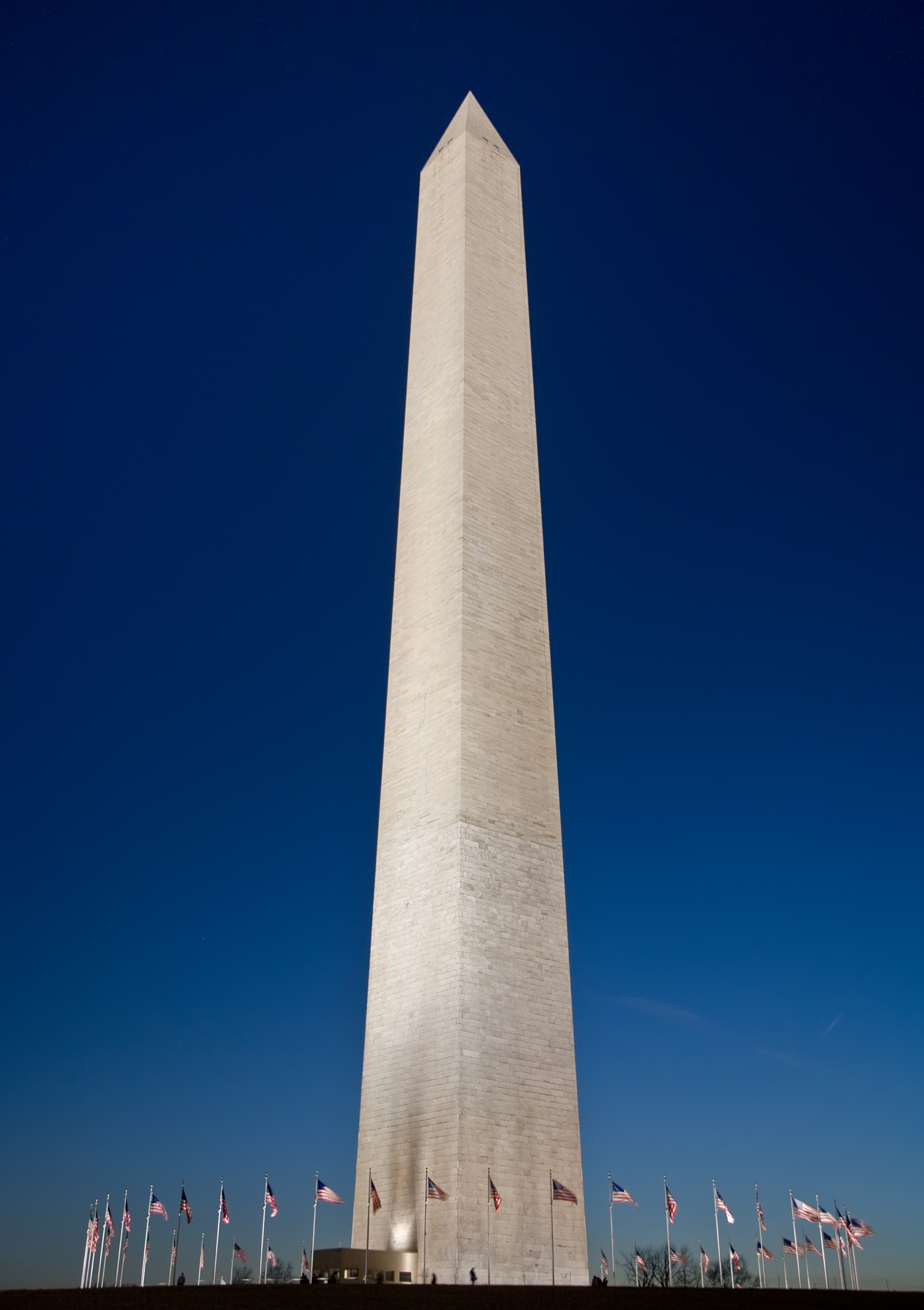
A Washington-emlékmű

A kislemez borítóképén a Washington-emlékmű látható.

## Helyezések

### Kislemez-listák
| Lista (2014)                       | Helyezés |
| ---------------------------------- | -------- |
| Egyesült Királyság (UK Rock Chart) | 4        |
| Portugal Digital Songs (Billboard) | 27       |
| US Hot Rock Songs (Billboard)      | 37       |
| US Rock Digital Songs (Billboard)  | 28       |
| US Twitter Top Tracks (Billboard)  | 45       |